# Stara Synagoga w Dukli
Stara Synagoga w Dukli – została zbudowana w XVIII wieku z drewna. Spłonęła w 1758 roku. Na jej miejscu stanęła nowa synagoga.